# Pascal Testroet
Pascal Testroet (Bocholt, 26 september 1990) is een Duits voetballer die doorgaans speelt als spits. In juli 2025 verruilde hij FC Ingolstadt voor SV Sandhausen.

## Clubcarrière
Testroet brak, na zijn jeugdopleiding bij Schalke 04 doorlopen te hebben, door als speler van de beloften van Werder Bremen. De aanvaller speelde uiteindelijk meer dan vijftig wedstrijden voor dat team en hij was ook vaak trefzeker. Hij zat ook eenmaal op de bank bij het eerste elftal, maar hij mocht niet invallen van coach Thomas Schaaf. Daarop bekritiseerde Testroet Schaaf en daarvoor werd hij geschorst door de club.
Hij vertrok in de zomer van 2011, naar Kickers Offenbach. Daar speelde hij voor de duur van één seizoen, want na een prima jaargang daar werd hij overgenomen door Arminia Bielefeld, waar hij voor twee seizoenen tekende. Doordat hij niet veel aan spelen toe zou komen in het seizoen 2013/14, werd hij voor één seizoen verhuurd aan VfL Osnabrück. Na zijn terugkeer speelde hij nog één jaar bij Arminia Bielefeld in het eerste elftal.
In de zomer van 2015 trok Testroet naar Dynamo Dresden, waar hij zijn handtekening zette onder een verbintenis voor de duur van vier seizoenen. In zijn eerste seizoen in Dresden maakte de aanvaller nog achttien doelpunten en de club promoveerde naar de 2. Bundesliga. Op dit niveau leverde twee jaargangen op rij respectievelijk drie en nul treffers op. In de zomer van 2018 trok Erzgebirge Aue Testroet aan voor driehonderdduizend euro. Hij tekende voor drie seizoenen bij zijn nieuwe club. Na die drie seizoenen was het SV Sandhausen dat hem overnam. Testroet verkaste een jaar later naar FC Ingolstadt. Na drie seizoenen bij die club besloot de aanvaller terug te keren naar SV Sandhausen.

## Erelijst
| Competitie        |                   |                   |                   |                   |
| Competitie        | Aantal            | Jaren             |                   |                   |
| Arminia Bielefeld | Arminia Bielefeld | Arminia Bielefeld | Arminia Bielefeld | Arminia Bielefeld |
| ----------------- | ----------------- | ----------------- | ----------------- | ----------------- |
| 3. Liga           | 1                 | 2014/15           |                   |                   |
| Dynamo Dresden    |                   |                   |                   |                   |
| 3. Liga           | 1                 | 2015/16           |                   |                   |